# Kurt Wolff
Kurt Wolff (ur. 6 lutego 1895 w Greifswaldzie, zm. 15 września 1917 w okolicach Moorslede) – as lotnictwa niemieckiego z 33 zwycięstwami w I wojnie światowej.

## Życiorys
Urodził się w Greifswaldzie na Pomorzu. W dzieciństwie został osierocony i wychowywany był przez rodzinę w Kłajpedzie.
Służbę wojskową rozpoczął w wieku 17 lat w 1912 roku jako kadet w 4 pułku kolejowym. W 1914 roku uzyskał awans na podporucznika, a w czerwcu 1915 został przydzielony do lotnictwa. Szkolenie lotnicze odbył w Fliegerersatz Abteilung Nr. 1 w Adlershof. W końcu 1915 roku uzyskał patent pilota i został przydzielony jednostek walczących pod Verdun, a następnie nad Sommą. Przydzielony 5 listopada 1916 roku do eskadry myśliwskiej Jasty 11. Po objęciu dowództwa przez Manfreda von Richthofena w styczniu 1917 Kurt Wolff odniósł swoje pierwsze zwycięstwo powietrzne 6 marca 1917 roku nad samolotem B.E.2d. W ciągu kilku następnych miesięcy jego konto zwiększyło się do 29 zwycięstw. Na początku maja 1917 roku został mianowany dowódcą eskadry Jagdstaffel 29. Po objęciu przez Manfreda von Richthofena dowództwa nad nowo utworzoną jednostką taktyczną Jagdgeschwader Nr. 1 składającej się czterech eskadr Jagdstaffel 4, 6, 10 i 11, Kurt Wolff powrócił do swojej macierzystej jednostki i objął jej dowództwo. Po kilku dniach został ranny w czasie walki. Po powrocie ze szpitala ponownie objął dowództwo jednostki i zaczął latać na jednym z pierwszych trójpłatowców w jednostce Fokkerze Dr I. W dniu 11 września w czasie kolejnej akcji bojowej Kurt Wolff został zestrzelony przez innego asa myśliwskiego, Anglika Normana MacGregora, lecącego na samolocie Sopwith Camel w okolicach Moorslede nad Belgią.

## Odznaczenia
- Pour le Mérite – 4 maja 1917
- Królewski Order Rodu Hohenzollernów – 26 kwietnia 1917
- Krzyż Żelazny I klasy
- Krzyż Żelazny II klasy
- Wojskowy Order Zasługi IV klasy z Mieczami (Bawaria)